# Deichmannia
Deichmannia is een geslacht van zeekomkommers uit de familie Sclerodactylidae.

## Soorten
- Deichmannia unica Cherbonnier, 1958